# Rwanda rwacu
Rwanda rwacu (Notre Rwanda) est l'hymne national du Rwanda de 1962 au 1er janvier 2002. Il est alors remplacé par Rwanda Nziza

## Paroles
« Rwanda rwacu Rwanda Gihugu cyambyaye

Ndakuratana ishyaka n'ubutwari

Iyo nibutse ibigwi wagize kugeza ubu

Nshimira Abarwanashyaka

Bazanye Repubulika idahinyuka

Bavandimwe, b'uru Rwanda rwacu twese

Nimuhaguruke

Turubumbatire mu mahoro, mu kuli

Mu bwigenge no mu bwumvikane

Impundu nizivuge mu Rwanda hose

Repuburika yakuye ubuhake

Ubukolonize bwagiye nk'ifuni iheze

Shinga umuzi Demokarasi

Waduhaye kwitorera Abategetsi

Banyarwanda: abakuru namwe abato

Mwizihiye u Rwanda

Turubumbatire mu mahoro, mu kuli 

Mu bwigenge no mu bwumvikane

Bavuka Rwanda mwese muvuze impundu

Demokarasi yarwo iraganje

Twayiharaniye rwose twese uko tungana

Gatutsi, Gatwa na Gahutu

Namwe Banyarwana bandi mwabyiyemeje

Indepandansi twatsindiye twese hamwe 

Tuyishyigikire

Tuyibumbatire mu mahoro, mu kuli

Mu bwigenge no mu bwumnvikane

Ni mucyo dusingize Ibendera ryacu

Arakabaho na Perezida wacu

Barakabaho abaturage b'iki Gihugu

Intego yacu Banyarwanda

Twishyire kandi twizane mu Rwanda rwacu

Twese hamwe, twunge ubumwe nta mususu 

Dutere imbere ko

Turubumbatire mu mahoro, mu kuli

Mu bwigenge no mu bwumvikane. »
« Mon Rwanda, terre qui m'a donné naissance,

Sans peur, sans relâche, je me vante de toi!

Quand je me souviens de vos réalisations à ce jour,

Je félicite les pionniers qui ont amené notre république inébranlable.

Frères tous, fils de ce Rwanda qui est le nôtre,

Viens, levez-vous tous,

Chérissons-la en paix et en vérité,

En liberté et en harmonie!

Que les tambours de victoire battent dans tout le Rwanda!

La République a balayé la servitude féodale.

Le colonialisme s'est estompé comme une chaussure usée.

Démocratie, prenez racine!

Grâce à vous, nous avons choisi nos propres dirigeants.

Peuple rwandais, vieux et jeune, citoyens tous,

Chérissons-la en paix et en vérité,

En liberté et en harmonie!

Tous les Rwandais nés dans le pays battent les tambours de la victoire!

La démocratie a triomphé dans notre pays.

Nous tous ensemble, nous nous sommes efforcés d'y parvenir.

Ensemble, nous l'avons décrété - 

Tutsi, Twa, Hutu, avec d'autres éléments raciaux,

Notre indépendance durement acquise,

Joignons-nous tous pour le construire!

Chérissons-le en paix et en vérité,

En liberté et en harmonie!

Venez, exaltons notre drapeau!

Vive notre Président, vive les citoyens de notre terre!

Que tel soit notre objectif, peuple du Rwanda:

Être autonome, de notre propre chef, par nos propres moyens.

Promouvons l'unité et bannissons la peur.

Avançons ensemble au Rwanda.

Chérissons-la en paix et en vérité,

En liberté et en harmonie! »